# Elingamita johnsonii
Elingamita johnsonii es la única especie del género monotípico Elingamita  de arbustos pertenecientes a la antigua familia  Myrsinaceae, ahora subfamilia Myrsinoideae.

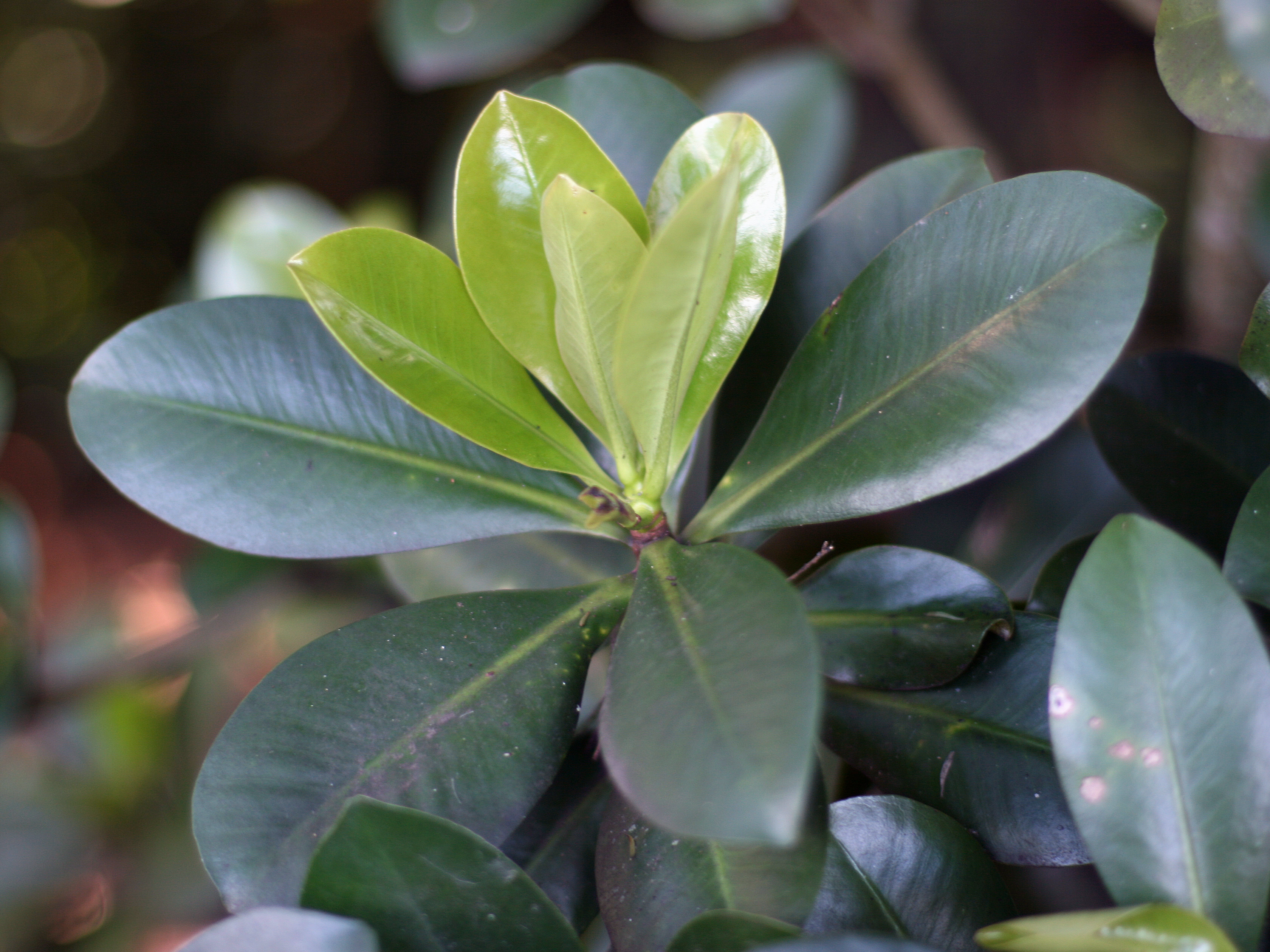
Hojas

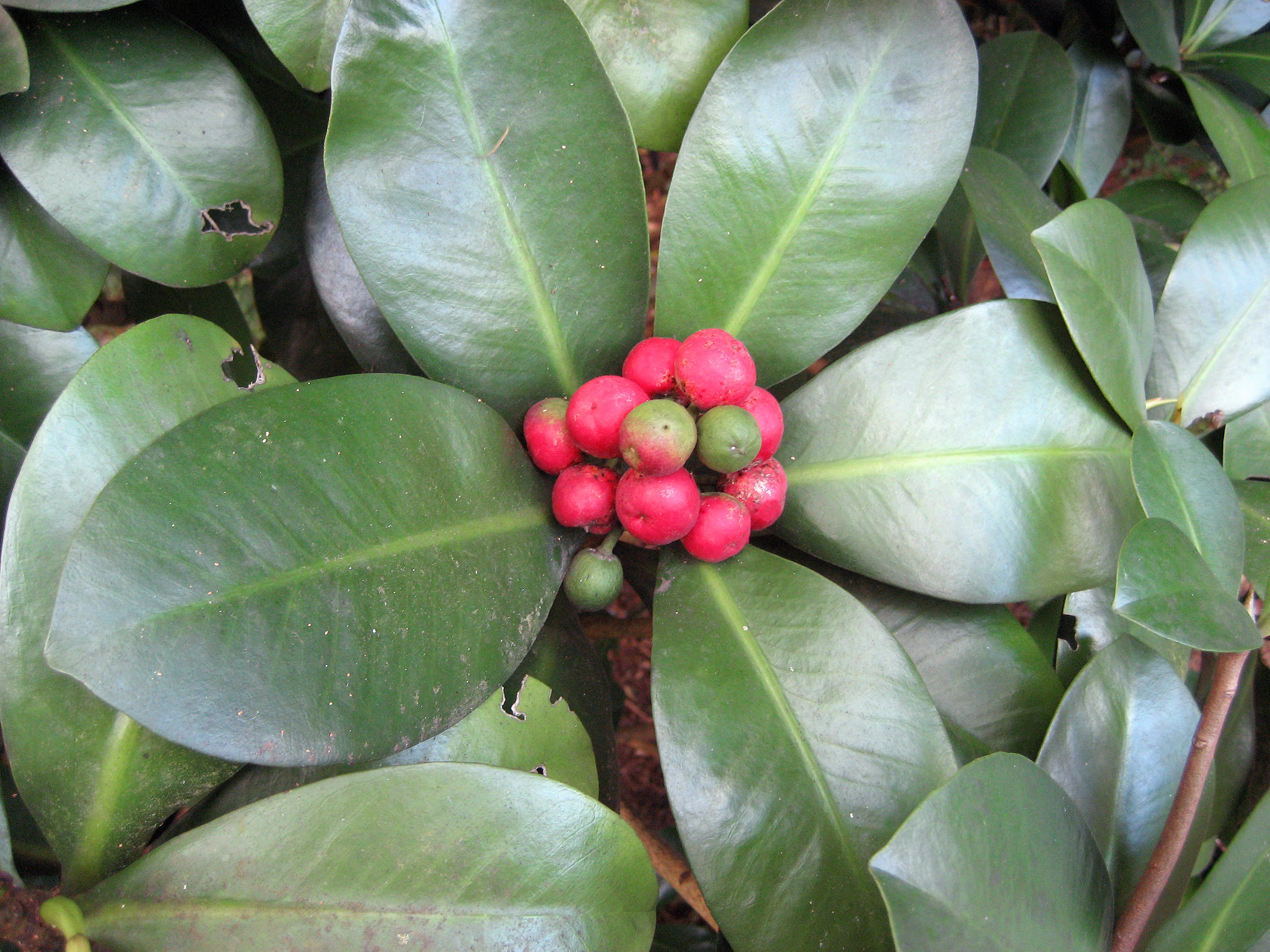
Fruto

## Distribución y hábitat
Es un árbol o un arbusto endémico de las Islas Tres Reyes a unos 55 km al norte de la Isla Norte de Nueva Zelanda. Toda la población mundial natural del árbol se limita a una pequeña isla rocosa y dos islotes cercanos, por lo que es vulnerable a la destrucción por el fuego u otros eventos imprevistos. Elingamita johnsonii crece como un arbusto o árbol pequeño en los bosques de Metrosideros excelsa y matorral costero en la isla West. También se produce en dos islotes rocosos del Grupo de los Príncipes, en uno de estos islotes, Hinemoa Rock, crece como un árbol del dosel emergente en lugares expuestos.  Descubierto en 1950, el área de distribución natural está actualmente libre de roedores, pero la fruta se sabe que es muy agradable al paladar de las ratas.

## Descripción
Los distintivos frutos carnosos de color rojo de Elingamita johnsonii tardan años en madurar. Elingamita johnsonii es un árbol ramificado de hasta 8 m de altura, pero por lo general mucho menos que eso. La corteza es de color gris y lisa. Las hojas de color verde oscuro, de 10 a 18 cm de largo y 4-9 cm de ancho, son suaves con un  brillo satén. Los tallos de las hojas son cortos, de alrededor de 1 cm de largo. La inflorescencia de color amarillo pálido con flores de color rosa aparece en panículas terminales, entre febrero y mayo, y a veces también entre agosto y noviembre. Las flores masculinas y femeninas en general se producen en árboles separados. Los atractivos racimos  de frutos rojos toman un año o más para madurar. Cada fruto es una drupa en forma de globo de hasta 20 mm de diámetro que rodea una sola semilla. Mientras que el follaje podría confundirse con la de un árbol (Corynocarpus laevigatus), los racimos de frutos rojos, carnosos son muy distintivos y pueden ser vistos en el árbol en cualquier época del año. Los frutos son comestibles, la degustación de su carne blanca es como una manzana salada.

## Propagación
Elingamita johnsonii tiene grandes hojas brillantes, de color verde oscuro. La planta a veces está a la venta en los viveros especializados. Se propaga fácilmente por semillas, aunque puede tardar un año en germinar. Las plántulas son vigorosas y prosperan en la semi-sombra y prefieren un suelo fértil y con buen drenaje. Una vez que se hayan establecido, las plantas se encuentran bien a pleno sol.  Se requieren las plantas masculinas y femeninas para la producción de fruta. En los jardines, Elingamita johnsonii es un excelente árbol decorativo para las zonas libres de heladas. Es muy sensible al frío e intolerante de las heladas.

## Taxonomía
Elingamita johnsonii fue descrita por Geoffrey Thomas Sandford Baylis y publicado en Records of the Auckland Institute and Museum 4: 100. 1951.
Etimología
Elingamita: nombre genérico que toma su nombre del vaporeto Elingamite, que naufragó en la isla de West en 1902.
johnsonii; epíteto